# Venezillo lacustris
Venezillo lacustris is een pissebed uit de familie Armadillidae. De wetenschappelijke naam van de soort is voor het eerst geldig gepubliceerd in 1987 door Stefano Taiti & Franco Ferrara.